# مملكة شو هان
مملكة شو (بالصينية: 蜀)، المعروفة باسم شو هان (بالصينية: 蜀漢)، كانت إحدى الممالك الثلاث التي كانت تتنازع على حكم الصين بعد سقوط سلالة هان الحاكمة. استمرت المملكة من عام 221 حتى 263. المملكتان الأخرتان كانتا مملكة واي في وسط وشمال الصين، ومملكة وو في جنوب وجنوب شرق الصين.
أثناء سقوط سلالة الهان، سيطر على المنطقة التي تحيط شو ليو باي، وهو ينتسب إلى الإمبراطور تشانغ (الإمبراطور الثالث لهان الشرقية 55م). بعد أن استولى تساو بي من واي على العرش أعلن نفسه إمبراطورا على الجنوب الغربي ولم يغير اسم السلالة مع إضافة كلمة شو (اسم المنطقة) وبعد فشله في حملاته ضد وو في معركة يلينغ، توفي في سنة 226م وخلفه إبنه ليوشان.
بعد وفاته قاد مستشاره جوكيه ليانغ الجيش في الحملة الشمالية، فشل تشوغ ليانغ في جميع حملاته السبعة سوى واحدة فقط، ساهمت هذه الهزيمة في وفاته سنة 234 عن عمر ناهز 54، بعد وفاته وفي سنة 263 قاد أمير جين سيما زاو التابع لمملكة واي القوات لشو وتم احتلالها، وبالتالي سقوط المملكة.

## حكام مملكة شو
- 221 - 223: ليو باي (劉備)
- 223 - 263: ليو تشان (劉禪)

## نهاية مملكة شو عام (263م)
بعد وفاة (جوكيه ليانغ Zhuge Liang) أصبح (جيانغ واي Jiang Wei)محله في المملكة عام (235م) وكان (سيماي Sima Yi) قد طرد أبناء (Xiahou Dun) (Xiahou Yuan) اقارب (تساو تساو Cao Cao) من المملكة وذهبوا إلى شو وعاشوا هناك
هاجم (Jiang Wei)شمال شو وخلال سبع سنوات سيطر على بعض المناطق الشمالية التابعة لواي
سيطر (Sima Yi) على الحكم وأصبح الآمر الناهي في مملكة واي سنة (243م) وهنا بدا بارسال الحملة وراء الحملة قبل أصبح جيش شو منهك بعد عدة معارك متتالية
ارسل (Sima Yi) القائد ((Zhong Hui ومعه 700الف جندي امام جيش شو 60الف جندي وهزموا وبقيت العاصمة (Chang Du) والتي اضطر (Liu Chan) لتسليمها إلى واي عام (263م)
ورفض (Jiang Wei)الاستسلام لواي وقاتل مع من بقى من الجنود المخلصين حتى قتلوا وسقطت مملكة شو رسميا عام (263م) بعد 49 سنة من الكفاح منذ تاسيس المملكة ومنذ يوم القسم في غابة الخوخ عام (183م) حتى يوم السقوط 80سنة من الكفاح لانقاذ إمبراطورية الهان ولكن ضعف المملكة أدى إلى سقوطها بيد واي3-